# Cienka czerwona linia (film 1998)
Cienka czerwona linia (ang. The Thin Red Line) – amerykański film wojenny z 1998 w reżyserii Terrence’a Malicka.
Scenariusz Cienkiej czerwonej linii został oparty na powieści Jamesa Jonesa o tym samym tytule.

## Fabuła
II wojna światowa, 1942. Na Guadalcanal w archipelagu Wysp Salomona, z zadaniem wyparcia z wyspy Japończyków, lądują oddziały amerykańskie. Sama inwazja nie spotyka się z oporem wroga, krwawe walki wybuchają dopiero w głębi wyspy. Jeden z oddziałów dostaje rozkaz zdobycia silnie obsadzonego wzgórza i w kolejnych natarciach ponosi poważne straty w ludziach.
Film został zrealizowany w gwiazdorskiej obsadzie, bez jednego głównego bohatera. Przedstawia losy pojedynczych żołnierzy, od generałów po szeregowców. Ich reakcja na okrucieństwo wojny jest różna, niektórzy są zdolni do heroicznych czynów i poświęcenia się dla kolegów, jednak decydującą rolę na polu walki odgrywa wszechobecny strach.
Bezsens wojny pogłębia sceneria, w której się ona toczy. Maszerujący wśród falujących traw żołnierze, obładowani nowoczesną bronią i ekwipunkiem, mijają półnagich tubylców, dla których obydwie strony konfliktu – i amerykańska, i japońska – są niezrozumiałe, obce i w równym stopniu naruszają odwieczną harmonię panującą na wyspie.

## Obsada
- Nick Nolte jako podpułkownik Gordon Tall
- James Caviezel jako szeregowy Robert Witt
- Sean Penn jako sierżant Edward Welsh
- Elias Koteas jako kapitan James 'Bugger' Staros
- Ben Chaplin jako szeregowy Jack Bell
- Dash Mihok jako starszy szeregowy Don Doll
- John Cusack jako kapitan John Gaff
- Adrien Brody jako kapral Geoffrey Fife
- John C. Reilly jako sierżant Maynard Storm
- Woody Harrelson jako sierżant William Keck
- Miranda Otto jako Marty Bell
- Jared Leto jako podporucznik William Whyte
- John Travolta jako generał David Quintard
- George Clooney jako kapitan Charles Bosche
- Nick Stahl jako starszy szeregowy Edward Bead
- Thomas Jane jako szeregowy Jason Ash
- John Savage jako sierżant Jack McCron

## Nagrody i nominacja
Berlinale 1999:
- Złoty Niedźwiedź (najlepszy film Terrence Malick)

Amerykańskie Stowarzyszenie Krytyków Filmowych 1999:
- NSFC 	(najlepsze zdjęcia John Toll)

Amerykańskie Stowarzyszenie Operatorów Filmowych 1999:
- ASC (najlepsze zdjęcia do filmu fabularnego John Toll)

Satelity 1999:
- Nagroda za Specjalne Osiągnięcia (najlepsza obsada filmowa)
  - najlepszy dramat
  - najlepszy reżyser (Terrence Malick)
  - najlepsza muzyka (Hans Zimmer)
  - najlepsze zdjęcia (John Toll)
  - nominacja za scenariusz adaptowany – Terrence Malick
  - nominacja za montaż – Billy Weber

Stowarzyszenie Nowojorskich Krytyków Filmowych 1998:
- NYFCC
  - najlepszy reżyser (Terrence Malick)
  - najlepsze zdjęcia (John Toll)

Oscary za rok 1998:
- - Najlepszy film – Robert Michael Geisler, John Roberdeau, Grant Hill (nominacja)
  - Najlepsza reżyseria – Terrence Malick (nominacja)
  - Najlepszy scenariusz adaptowany – Terrence Malick (nominacja)
  - Najlepsze zdjęcia – John Toll (nominacja)
  - Najlepsza muzyka w dramacie – Hans Zimmer (nominacja)
  - Najlepszy dźwięk – Andy Nelson, Anna Behlmer, Paul „Salty” Brincat (nominacja)
  - Najlepszy montaż – Billy Weber, Leslie Jones (nominacja)